# Северинівка (Гайсинський район)
Северинівка — село в Україні, у Тростянецькій селищній громаді Гайсинського району Вінницької області. До 2020 року органом місцевого самоврядування була Летківська сільська рада. Після проведеної адміністративно-територіальної реформи увійшло до складу Тростянецької селищної громади. Населення становить 1621 особу. 

## Історія
12 червня 2020 року, відповідно розпорядження Кабінету Міністрів України № 707-р «Про визначення адміністративних центрів та затвердження територій територіальних громад Вінницької області», село увійшло до складу Тростянецької селищної громади.
19 липня 2020 року, в результаті адміністративно-територіальної реформи і ліквідації Тростянецького району, селище увійшло до складу Гайсинського району.

## Населення

### Мова
Розподіл населення за рідною мовою за даними перепису 2001 року:
| Мова            | Кількість | Відсоток |
| --------------- | --------- | -------- |
| українська      | 1596      | 98.46%   |
| російська       | 21        | 1.29%    |
| румунська       | 4         | 0.25%    |
| інші/не вказали | 1         | 0.16%    |
| Усього          | 1621      | 100%     |